# Ferry Bizan
Die Ferry Bizan (japanisch フェリーびざん) ist ein 2016 in Dienst gestelltes Fährschiff der japanischen Reederei Ocean Tokyu Ferry. Sie steht auf der Strecke von Tokio nach Tokushima und Kitakyūshū im Einsatz.

## Geschichte

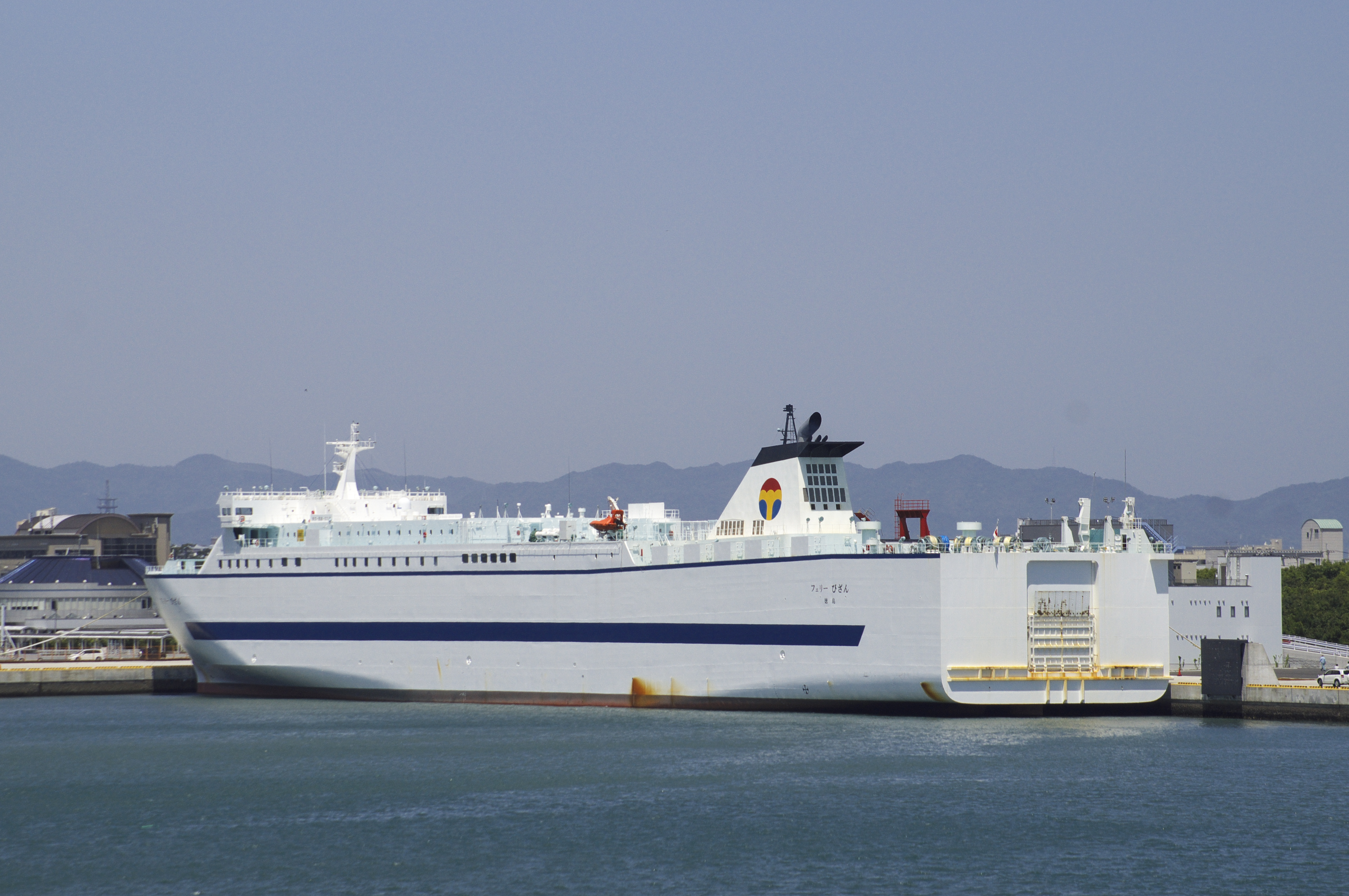
Heckansicht der Ferry Bizan, Mai 2016

Die Ferry Bizan entstand unter der Baunummer 715 in der Werft von Saiki Heavy Industries in Saiki und lief am 18. August 2015 vom Stapel. Nach der Ablieferung an Ocean Tokyu Ferry im Dezember 2015 erfolgte am 2. Januar 2016 die Indienststellung der Fähre auf der Strecke von Tokio nach Tokushima und Kitakyūshū (Shin-Moji-Hafen). Der Ferry Bizan folgten im selben Jahr ihre drei Schwesterschiffe Ferry Shimanto, Ferry Dougo und Ferry Ritsurin.
Am 16. April 2016 kollidierte die Ferry Bizan bei starkem Wind mit einer Kaimauer im Hafen von Tokushima. Es entstanden leichte Schäden am Schiff und am Kai, Verletzte gab es keine. Am 13. Oktober desselben Jahres brach auf einer Fahrt von Tokio nach Tokushima aufgrund eines technischen Defekts ein Brand an Bord der Fähre aus, der aber schnell wieder gelöscht werden konnte.
Die Passagiere an Bord der Ferry Bizan reisen in Kabinen der Ersten oder Zweiten Klasse, die ihrer Kapazität von zwei bis 16 Personen (in Etagenbetten) reichen. Es gibt zudem behindertengerechte Kabinen und Kabinen mit Käfig für die Mitnahme von Haustieren. Zur weiteren Ausstattung an Bord zählen ein Sentō, ein Kinderspielzimmer, eine Wäscherei, ein Raucherzimmer und ein Informationsbüro. Die Ferry Bizan hat kein Bordrestaurant, Passagiere können Fertiggerichte in Automaten erwerben und diese dann in bereitgestellten Mikrowellen oder Wasserkochern erwärmen.